# Cu mâinile pe oraș

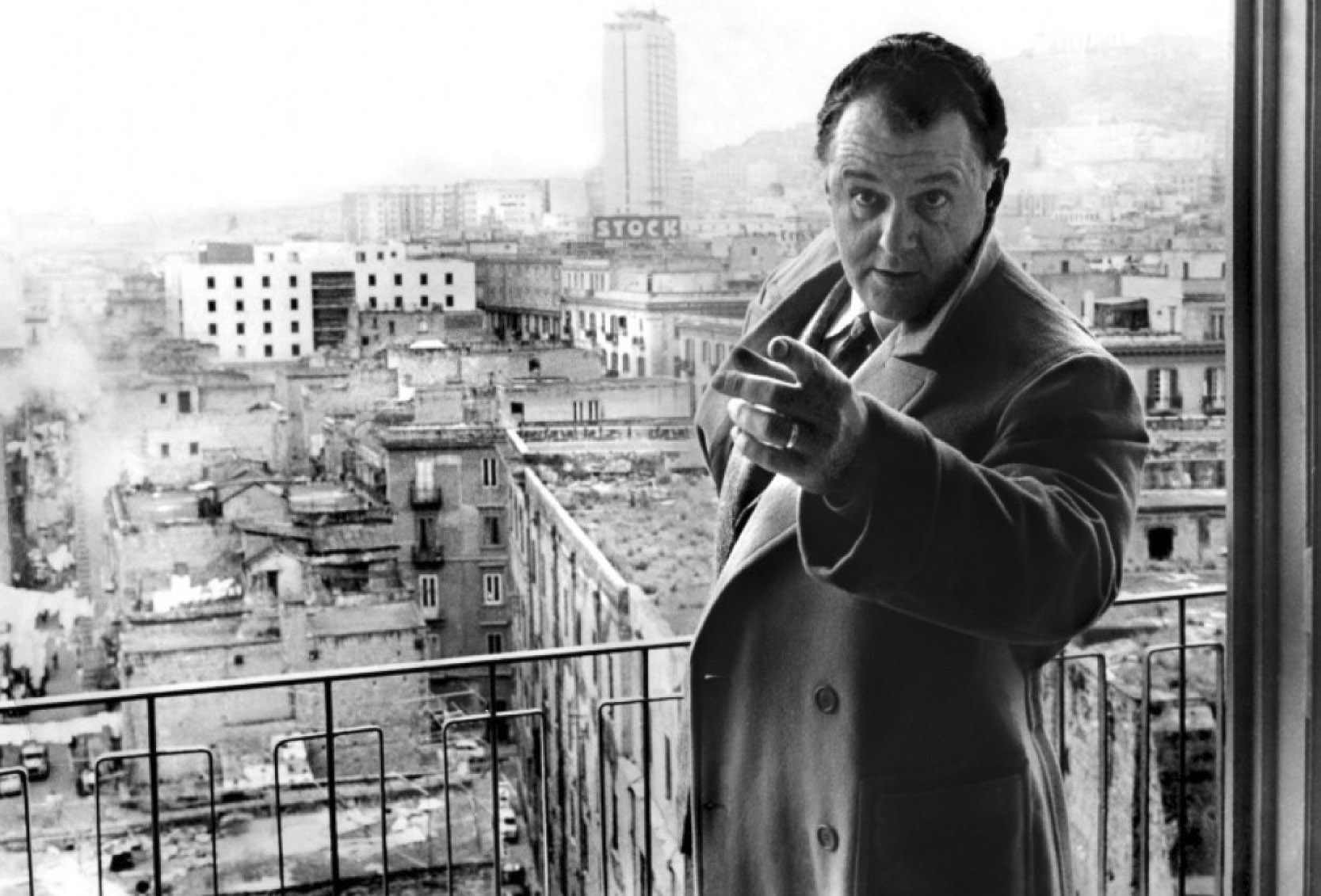
Rod Steiger într-o scenă din film

Cu mâinile pe oraș (titlul original: în italiană Le mani sulla città) este un film dramatic de coproducție franco-italian, realizat în 1963 de regizorul Francesco Rosi, protagoniști fiind actorii Rod Steiger, Salvo Randone, Guido Alberti și Carlo Fermariello. 

## Rezumat
Prăbușirea unei clădiri pe o alee din Napoli provoacă denunțul împotriva constructorului Eduardo Nottola, consilier orășenesc al unui partid de dreapta. Împotriva lui se face o anchetă care nu duce la nimic, chiar dacă constructorul este compromis iremediabil în ochii opiniei publice, până în punctul în care proprii tovarăși de partid îl roagă să-și retragă candidatura la viitoarele alegeri municipale.
Nottola este însă un om care are multă experiență de viață și știe bine că, odată ce a pierdut puterea, un om ca el nu va mai conta pentru nimeni și va fi la mila celor care vor fi la putere. Așadar, împreună cu patru consilieri ai prietenilor săi, merge la alegeri în rândurile partidului de centru. Acest act al său provoacă răsturnarea majorității în consiliul orașului și înfrângerea partidului său de origine, dar ura camarazilor săi va ceda în fața pericolului de a compromite realizarea unui proiect grandios în domeniul construcțiilor în care toată lumea are interese mai mult sau mai puțin de destăinuit...

## Distribuție
- Rod Steiger – Edoardo Nottola
- Salvo Randone – De Angelis
- Guido Alberti – Maglione
- Carlo Fermariello – De Vita
- Angelo D'Alessandro – Balsamo
- Dany París – Dany
- Marcello Cannavale – prietenul lui Nottola
- Dante Di Pinto – presidente della commissione d'inchiesta
- Alberto Conocchia – prietenul lui Nottola
- Terenzio Cordova – comisarul
- Gaetano Grimaldi Filioli – prietenul lui Nottola
- Vincenzo Metafora – primarul din Napoli[1]
- Pasquale Martino – șeful arhivelor
- Mario Perelli – șeful biroului tehnic
- Renato Terra – un jurnalist

## Premii și nominalizări
- 1963 Festivalul de la Venezia
  - Leul de Aur lui Francesco Rosi
- 1964 Premiile Nastro d'argento
  - Nominalizare la: Cel mai bun regizor lui Francesco Rosi
  - Nominalizare la: Cel mai bun actor în rol secundar lui Salvo Randone
  - Nominalizare la: Cel mai bun subiect lui Francesco Rosi și Raffaele La Capria
  - Nominalizare la: Cel mai bun producător lui Lionello Santi
  - Nominalizare la: Cea mai bună coloană sonoră lui Piero Piccioni
- Pentru acest film, în 2005, Francesco Rosi a primit gradul onorific în planificare teritorială, urbană și de mediu la Universitatea „Mediterranea” din Reggio Calabria.[2]
- Filmul a fost selectat printre cele 100 de filme italiene care urmează să fie salvate.